# Sachsenhausen (Oranienburg)
Sachsenhausen (ⓘ) ist ein Ortsteil der Stadt Oranienburg im brandenburgischen Landkreis Oberhavel.

## Geographie
Sachsenhausen liegt im Norden von Oranienburg in einem waldreichen Gebiet an der Havel (siehe auch Zehdenick-Spandauer Havelniederung).

## Gliederung
Der Oranienburger Ortsteil gliedert sich in verschiedene Ortslagen auf, im Süden liegt das Ortsgebiet Chaussee, am Bahnhof in der Nähe der Gedenkstätte die Ernst-Thälmann-Siedlung, der Ortsteil Friedenthal, der Ortsteil Teerofen und der Ortskern an der Kirche.

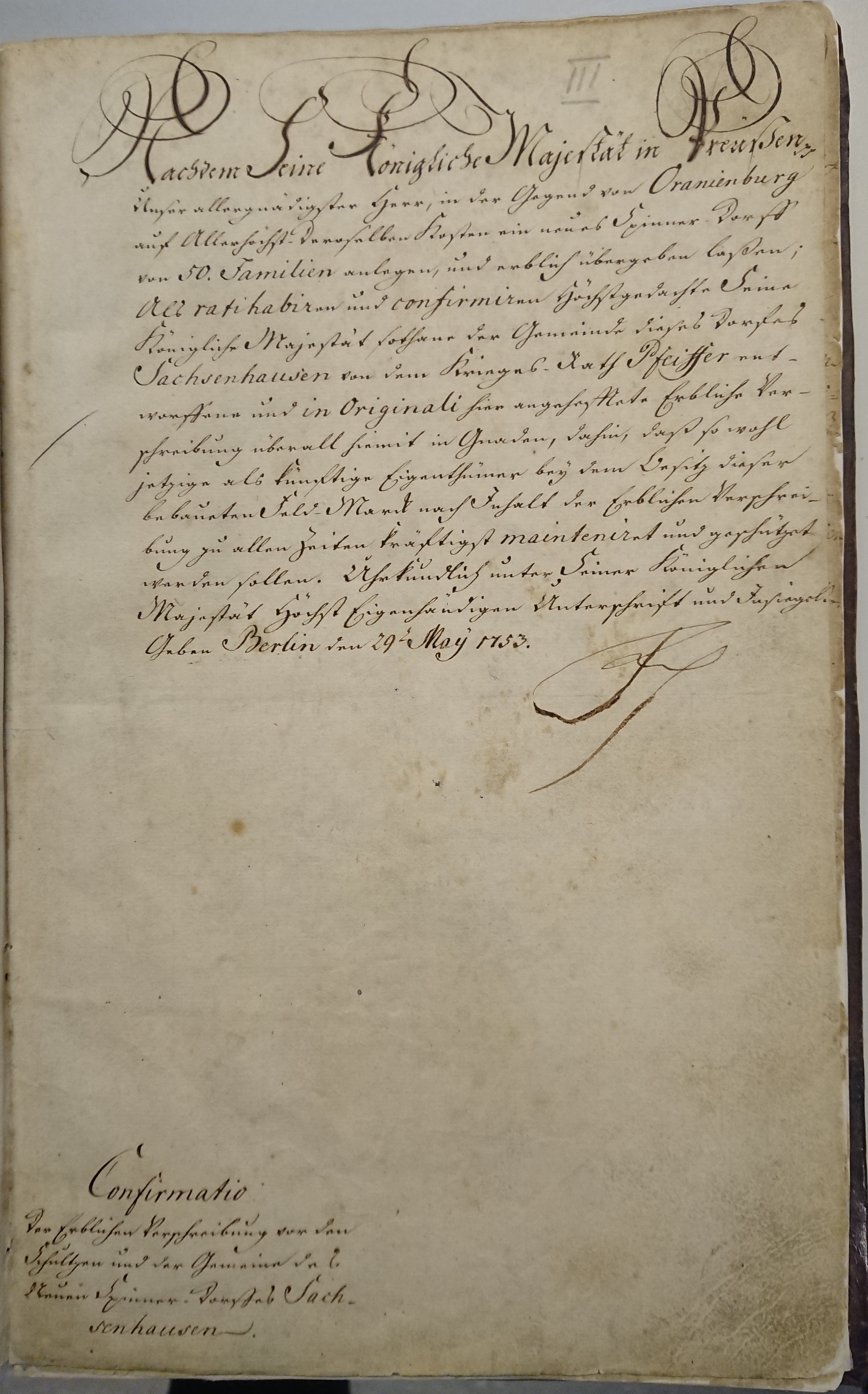
Gründungsurkunde des Spinnerdorfes Sachsenhausen von 1753 mit eigenhändiger Unterschrift von Friedrich dem Großen

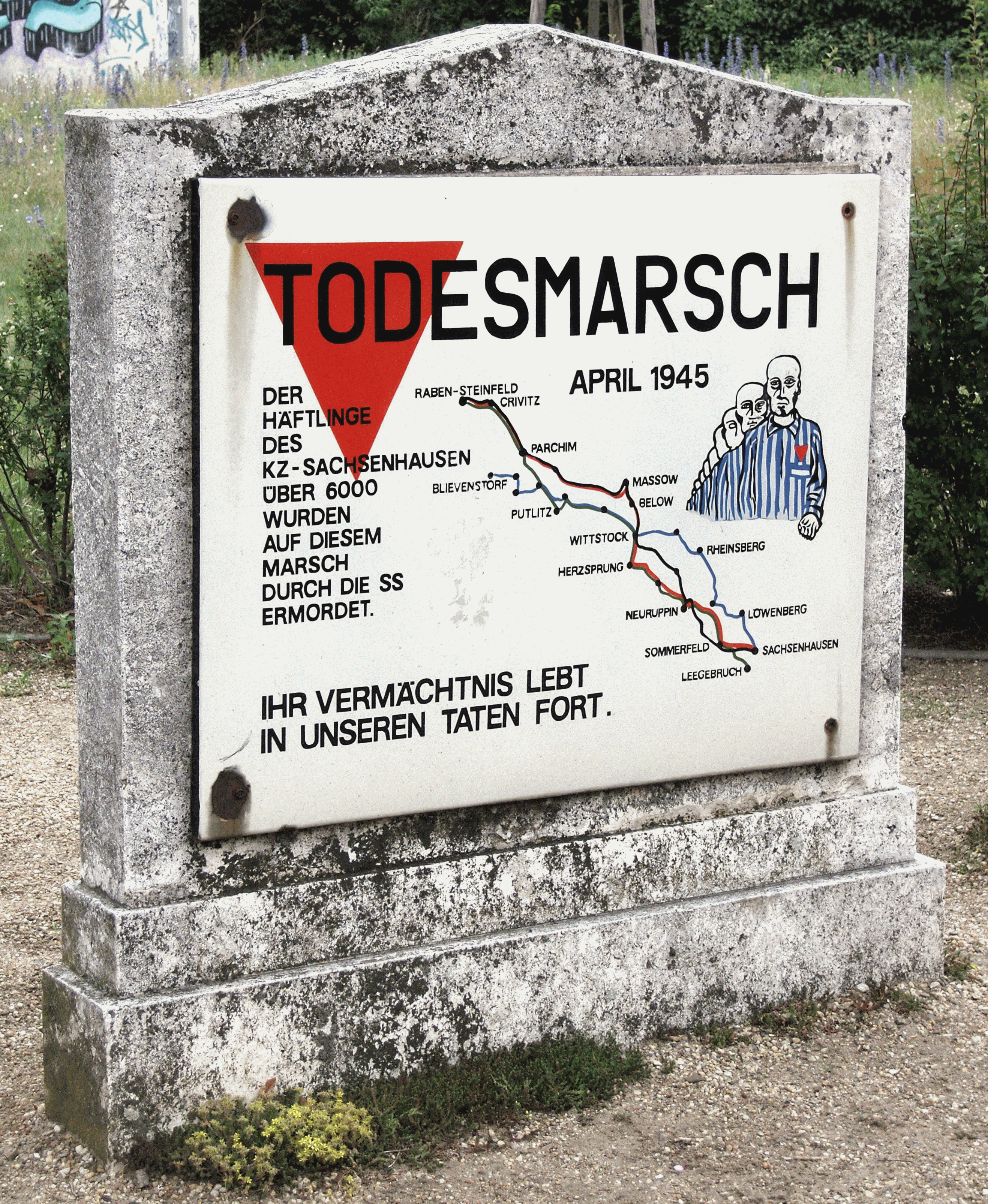
Gedenkstein des Todesmarsches 1945

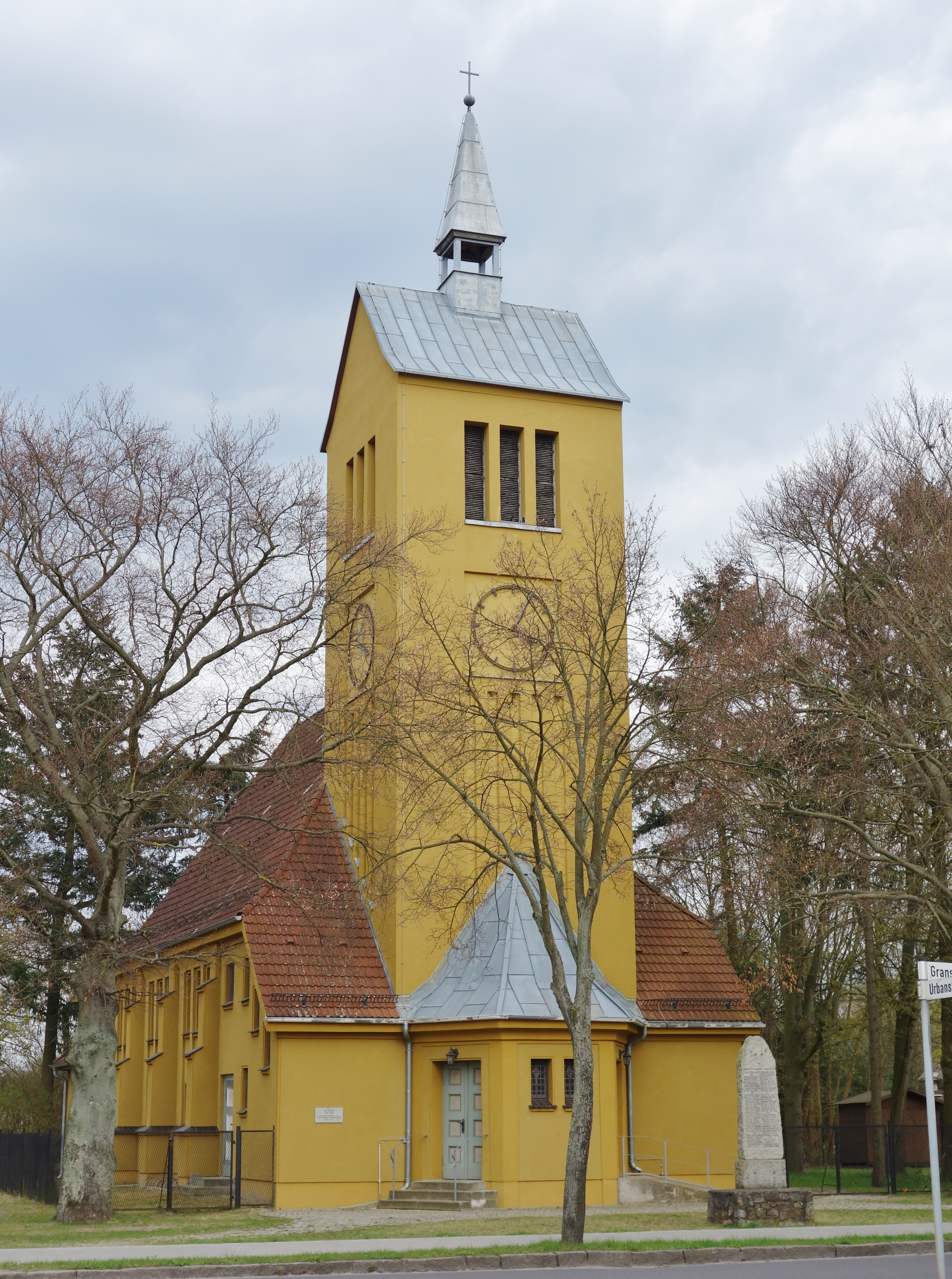
Kirche in Sachsenhausen

Aus der 1751 bei Sachsenhausen im Winkel zwischen Ruppiner Kanal und Havel gegründeten Maulbeerplantage Hannental entstand 1804 der Ortsteil Friedenthal, nachdem er schon in ein Gut umgewandelt wurde, welches dem Staatsminister von Schrötter gehörte.

## Geschichte
Der heutige Standort von Sachsenhausen wurde im Jahre 1300 zum ersten Mal erwähnt. In diesem Jahr entstand zum Schutze des Havelüberganges die Askanische Burg Neumühl. Hier wurde auch der erste Eisenhammer der Mittelmark errichtet. Daneben entstand eine Mahl- und Schneidemühle, in der alle Bauern, die zwischen dem Höhenzug des Glien und der Havel wohnten, ihr Korn mahlen lassen mussten. 1349 wurden die Burg und das Gut als Neues Haus bezeichnet. Die Mühle wurde nach der Zerstörung 1402 durch die mit den Quitzows verbündeten Ruppiner und Pommern wieder aufgebaut. 1448 wurde mit dem Bau der Schleuse Sachsenhausen begonnen. Nach 1652 wurden diese Mühlen an der Schleuse als Oranienburger Mühlen bekannt. An der Schleuse bildete sich die Kolonie Berg, in der seit 1690 zwei Zaunsetzer wohnten, die das Gatter des von Kurfürstin Luise Henriette eingerichteten Tiergartens zu warten hatten.
Nördlich dieser Kolonie und östlich der Fernstraße nach Löwenberg wurde 1752 die Gemeinde Sachsenhausen als sächsisches Spinnerdorf gegründet. Sachsenhausen war das erste Spinnerdorf der Kurmark, ab 1830 auch ein Schifferdorf.
1914 wurde die ab 1903 geplante Evangelische Kirche Sachsenhausen eingeweiht.
In der Zeit des Nationalsozialismus befand sich seit 1936 südöstlich der Gemeinde das Konzentrationslager Sachsenhausen. Anschließend wurde das Gelände bis 1950 als sowjetisches Speziallager Nr. 7 Sachsenhausen genutzt. Obwohl die jeweiligen Namen auf Sachsenhausen verweisen, befanden sich Konzentrationslager und Speziallager jedoch auf dem Gebiet des Ortsteils Sandhausen der Stadt Oranienburg.
Ab dem 1. Mai 1945 arbeitete in Sachsenhausen der erste Aktionsausschuss, geleitet durch Erich Schmidt, dem ersten Bürgermeister nach dem Krieg. Im September 1945 wurde die erste Bodenreform eingeführt. Zwischen 1945 und 1974 gab es in Sachsenhausen zehn Bürgermeister.
Am 1. April 1974 wurde der Ort in die Stadt Oranienburg eingemeindet.

## Verkehrsanbindung
Die Bundesstraße 96 verläuft westlich des Orts. Sachsenhausen wird von der Havel durchflossen und ist Beginn des Oranienburger Kanals und Ende des Ruppiner Kanals. Sachsenhausen liegt an der Bahnstrecke Berlin–Neustrelitz, der Berliner Nordbahn, an dieser befindet sich der Haltepunkt Sachsenhausen (Nordb).
Sachsenhausen ist durch verschiedene Buslinien der Oberhavel Verkehrsgesellschaft erschlossen.

## Bildung
- Grundschule Sachsenhausen
- Jean-Clermont-Oberschule Sachsenhausen

## Persönlichkeiten, die mit dem Ort in Verbindung stehen
- Friedrich Eunicke (1764–1844), Sänger und Schauspieler, hier geboren
- Eduard Trenn (1839–1865), Landschaftsmaler, hier geboren
- Marie Diers (1867–1949), Schriftstellerin, wohnte und starb hier

## Weblinks

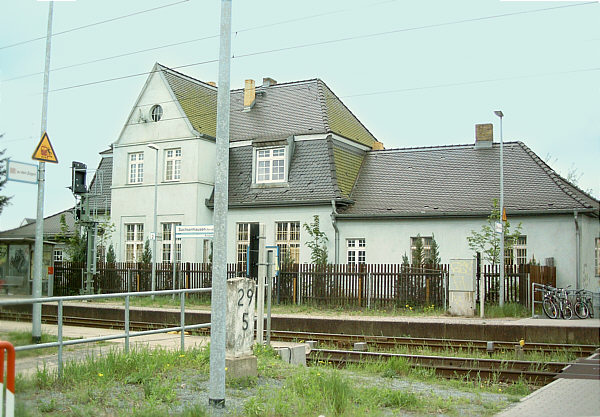
Haltepunkt Sachsenhausen